# Phoenix (Schiff, 1933)
Die Phoenix war ein Flugsicherungsschiff, ursprünglich als „Bergungsschiff“ bezeichnet, der Luftwaffe im Zweiten Weltkrieg. Nach dem Krieg diente sie zunächst als Bergeschiff mit der Bugsier-Reederei, um Schiffswracks in deutschen Häfen zu entfernen, und war dann ab 1952 bis zur Abwrackung 1968 unter dem Namen Jason in norwegischem Besitz.

## Bau und technische Daten
Das Schiff wurde 1932 auf der Werft von Lürssen in Vegesack als Bergungsschiff (BS I) für die Seeflieger der Reichsmarine gebaut und lief am 24. November 1932 vom Stapel. Es war 39,24 m lang und 8,00 m breit, hatte maximal 1,85 m Tiefgang und verdrängte 350 Tonnen. Zwei Sechszylinder-Viertakt-Dieselmotoren von Linke-Hofmann mit zusammen 520 PS ermöglichten über zwei dreiflügelige Schrauben eine Geschwindigkeit von 12 Knoten. Die Reichweite betrug 900 Seemeilen bei einer Marschgeschwindigkeit von 10 Knoten. Das Schiff war mit einem Bockkran von 9 Tonnen Hebekraft ausgestattet und konnte ein Seeflugzeug auf dem Achterdeck warten bzw. transportieren. Es war der Prototyp für alle späteren Flugsicherungsschiffe und Bergeprähme der Luftwaffe.

## Schicksal
Das Schiff wurde am 3. März 1933 mit der Kennung BS 11 von der Reichsmarine in Dienst gestellt, wurde aber schon drei Wochen später, am 24. März, dem Reichsverband der Luftfahrtindustrie übertragen, der unter der Aufsicht des neu geschaffenen Reichsluftfahrtministeriums den zunächst getarnten Aufbau der neuen Luftwaffe betrieb. Mit der offiziellen Aufstellung der Luftwaffe am 1. März 1935 wurde die 1934 etwas verlängerte Phoenix ein Luftwaffenschiff. Das Schiff diente von 1933 bis 1937 bei der Erprobungsstelle See in Travemünde und dann ab Juli 1937 bei der Seenotbezirksstelle (SNB) Bug auf Rügen, wobei es zeitweise in Bug und zeitweise in Travemünde stationiert war. Im Februar 1938 wechselte das Schiff zur SNB Holtenau in Kiel-Holtenau.
Nach der Besetzung Dänemarks im April 1940 wurde die Phoeniz zur SNB III verlegt und in Aalborg stationiert, und im Oktober 1940 wurde sie mit einem MES gegen Seeminen ausgestattet. Im März/April 1941 wurde sie in Kiel mit zwei 2-cm-Flak bewaffnet. Ab Mai 1941 unterstand sie dem Seenotdienstführer (SNDF) Mitte, und ab Juli 1942 diente sie dann am Torpedowaffenplatz Gotenhafen-Hexengrund in der Danziger Bucht.
Nach Kriegsende wurde das Schiff ab September 1945 vom Marine-Bergungs- und Seedienstkommando (MBSK) Kiel zum Entfernen von Schiffswracks eingesetzt, ging dann mit gleicher Aufgabe zur Bugsier-Reederei in Hamburg. 1952 wurde das Schiff nach Norwegen verkauft, wo es bis 1967 unter dem neuen Namen Jason diente, dann in Kranfartoy 1 (Kranschiff 1) umbenannt und schließlich im März 1968 zum Abbruch an die Firma Brodrene Anda in Stavanger verkauft wurde.